# 蓬雷昂
蓬雷昂（法語：Pont-Réan，法語發音：[pɔ̃ ʁeɑ̃]）是法国伊勒-维莱讷省的一个村庄。

## 行政
蓬雷昂本身不是一个市镇，而是由布吕兹、戈旺、吉尚三个市镇共同管辖。